# Sirimavo Bandaranaike
Sirima Ratwatte Dias Bandaranaike (tiếng Sinhala: සිරිමා රත්වත්තේ ඩයස් බණ්ඩාරනායක, tiếng Tamil: சிறிமா ரத்வத்தே டயஸ் பண்டாரநாயக்கே; 17 tháng 4 năm 1916 – 10 tháng 10 năm 2000, thường được gọi là Sirimavo Bandaranaike) là một nữ chính khách người Sri Lanka. Bà trở thành nữ lãnh đạo chính phủ đầu tiên trong lịch sử thế giới hiện đại khi được bầu làm Thủ tướng Sri Lanka vào năm 1960. Bà tại vị trong ba nhiệm kỳ: 1960-1965, 1970-1977 và 1994-2000.
Xuất thân trong một gia đình quý tộc Kandy, Bandaranaike theo học tại các trường trung học Công giáo ở Anh nhưng vẫn là Phật tử và nói tiếng Sinhala lẫn tiếng Anh đều tốt. Sau khi tốt nghiệp trung học, bà đã làm việc cho nhiều chương trình xã hội khác nhau trước khi lập gia đình. Trong vai trò nữ chủ nhân của gia đình Bandaranaike và là vợ của S.W.R.D. Bandaranaike (ông tham gia hoạt động chính trị và sau đó trở thành Thủ tướng), bà nhận được sự tin tưởng từ chồng mình để làm một cố vấn không chính thức. Những hoạt động xã hội của bà tập trung vào việc nâng cao đời sống của phụ nữ và bé gái ở những vùng nông thôn của Sri Lanka. Sau khi chồng bà bị ám sát vào năm 1959, Sirimavo Bandaranaike tham gia chính trường và đến năm 1960 thì trở thành người phụ nữ đầu tiên được bầu làm Thủ tướng của một quốc gia.
Bandaranaike đã cố gắng cải tổ thuộc địa Ceylon cũ của Anh thành một nước cộng hòa xã hội chủ nghĩa bằng việc quốc hữu hóa các tổ chức trong nhiều lĩnh vực như ngân hàng, giáo dục, công nghiệp, truyền thông và thương mại. Do tiến hành thay đổi ngôn ngữ hành chính từ tiếng Anh sang tiếng Sinhala, bà càng làm trầm trọng thêm sự bất mãn trong cộng đồng người bản xứ Tamil; đối với những người Tamil gốc Ấn, nhóm sắc tộc trở thành vô quốc tịch theo Đạo luật Công dân năm 1948. Trong hai nhiệm kỳ làm Thủ tướng đầu tiên của Bandaranaike, bà phải đối mặt với vô số vấn đề: đất nước bị ảnh hưởng bởi lạm phát và thuế cao, sự phụ thuộc vào nhập khẩu thực phẩm để nuôi sống dân chúng, thất nghiệp cao và phân cực giữa hai nhóm dân Sinhala và Tamil do chính sách dân tộc Sinhala. Bà từng đấu tranh chống một âm mưu đảo chính vào năm 1962, cũng như cuộc nổi dậy năm 1971 của những thanh niên cực đoan. Năm 1972, bà giám sát việc soạn thảo hiến pháp mới và thành lập nền cộng hòa Sri Lanka. Năm 1975, Bandaranaike thành lập cơ quan tiền thân của Bộ Phụ nữ và Trẻ em Sri Lanka, đồng thời bổ nhiệm người phụ nữ đầu tiên phục vụ trong Nội các Sri Lanka. Nhiệm kỳ của Bandaranaike được đánh dấu bằng sự phát triển kinh tế không tương xứng giữa các vùng miền. Trên diễn đàn quốc tế, bà đóng một vai trò nổi bật với tư cách là một nhà đàm phán và một nhà lãnh đạo trong các quốc gia không liên kết.
Không chỉ bị tước quyền lực trong cuộc bầu cử năm 1977, Bandaranaike còn bị tước quyền dân sự vào năm 1980 vì lạm quyền trong nhiệm kỳ của mình và bị cấm tham gia chính quyền trong 7 năm. Dù những người kế nhiệm nữ chính trị gia này lúc đầu đã cải thiện nền kinh tế trong nước, nhưng họ lại không giải quyết được các vấn đề xã hội và khiến đất nước rơi vào một cuộc nội chiến kéo dài. Khi bà trở lại lãnh đạo đảng năm 1986, Bandaranaike phản đối hành động cho phép Lực lượng gìn giữ hòa bình Ấn Độ can thiệp vào cuộc nội chiến vì tin rằng nó vi phạm chủ quyền của Sri Lanka. Do không đắc cử Tổng thống năm 1988, bà làm Thủ lĩnh phe Đối lập trong cơ quan lập pháp từ năm 1989 đến năm 1994. Khi con gái bà giành chiến thắng trong cuộc bầu cử tổng thống năm đó, Bandaranaike lại được bổ nhiệm vào nhiệm kỳ thứ ba làm Thủ tướng và tại vị ở đây cho đến khi nghỉ hưu năm 2000, hai tháng trước khi bà qua đời.

## Thời niên thiếu (1916-1940)
Bandaranaike có tên khai sinh Sirima Ratwatte, ra đời vào ngày 17 tháng 4 năm 1916 tại Ellawala Walawwa ở Ratnapura, thuộc vùng Ceylon của Anh. Mẹ bà là Rosalind Hilda Mahawalatenne Kumarihamy, một thầy thuốc theo truyền thống Ayurveda có tiếng, còn cha bà là Barnes Ratwatte, một chính trị gia. Ông ngoại của bà, Mahawalatenne (và cả cha bà sau này) đều từng là Rate Mahatmaya - lãnh đạo người bản địa của Balangoda. Cha bà là một thành viên của Radala, dòng dõi quý tộc của Vương quốc Kandy. Gia đình bên nội của bà có nhiều nhân vật tiếng tăm, như chú bà là Huân tước Jayatilaka Cudah Ratwatte - người đầu tiên từ Kandy được vương quốc Anh phong tước, và nhiều người từng là cận thần phục vụ quốc vương Sinhala. Một trong số đó là Ratwatte, tổng đốc (Dissawa) của Matale; ông tham gia ký kết Công ước Kandy năm 1815.
Sirima là con trưởng trong gia đình có sáu người con. Bà có bốn anh em, Barnes Jr., Seevali, Mackie và Clifford; và một chị gái, Patricia, người đã kết hôn với Đại tá Edward James Divitotawela; Edward là người đã thành lập Bộ Tư lệnh Trung ương của Quân đội Ceylon. Gia đình cư trú tại walawwa, tức trang viên thuộc địa của ông ngoại Mahawalatenne của Sirima và sau đó tại walawwa của họ ở Balangoda. Từ  lúc còn nhỏ, Sirima đã có quyền sử dụng một thư viện lớn gồm nhiều tác phẩm đề tài văn học và khoa học của ông nội bà. Lúc đầu bà học tại trường mẫu giáo tư nhân trong Balangoda, không lâu sau vào năm 1923 nữ chính trị gia này chuyển tới các lớp bậc tiểu học của Trường trung học Ferguson tại Ratnapura và kế đến được gửi tới trường nội trú tại Tu viện St Bridget, Colombo. Mặc dù theo học hệ giáo dục Công giáo, Sirima lại là một Phật tử trong suốt cuộc đời mình, bà thông thạo cả tiếng Anh và tiếng Sinhala.
Sau khi tốt nghiệp ở tuổi 19, Sirima Ratwatte tham gia vào những hoạt động xã hội như phân phối thực phẩm và thuốc men cho các làng sống ở trong rừng, tổ chức các phòng khám và giúp tạo ra ngành nghề ở nông thôn để cải thiện mức sống của phụ nữ trong làng. Bà trở thành thủ quỹ của Liên đoàn Dịch vụ Xã hội và giữ vị trí đó cho đến năm 1940. Trong 6 năm tiếp theo, nữ chính khách sống cùng bố mẹ trong lúc họ đang sắp xếp cuộc hôn nhân của bà. Sau khi từ chối hai đối tượng theo đuổi (một người là họ hàng xa, và người còn lại là con trai của gia tộc trưởng Ceylon), cha mẹ Ratwatte liên hệ với một người mai mối; người này đề xuất một liên minh với Solomon West Ridgeway Dias (S.W.R.D) Bandaranaike - một luật sư tốt nghiệp ở Oxford chuyển sang làm chính trị gia, đồng thời là Bộ trưởng Bộ Hành chính Địa phương đương nhiệm trong Hội đồng Nhà nước Ceylon lúc bấy giờ. Lúc đầu S.W.R.D Bandaranaike bị coi là không xứng đôi vừa lứa với Sirima, vì gia tộc Ratwatte là dòng dõi quý tộc nhiều đời phục vụ hoàng tộc, trong khi gia tộc Bandaranaike tuy giàu có nhưng lại xuất thân từ thôn quê và phục vụ tầng thực dân cai trị trong nhiều thế kỷ. Các nhà chiêm tinh học cho rằng tử vi của hai người hợp nhau và sau khi cân nhắc lợi ích của việc đoàn kết giữa hai gia tộc, nhà Ratwatte đã chấp nhận hôn lễ. Vốn đã gặp nhau từ trước đó, cặp đôi cũng đồng ý với những lựa chọn từ gia đình hai bên.

## Nuôi gia đình, công tác xã hội (1940-1959)

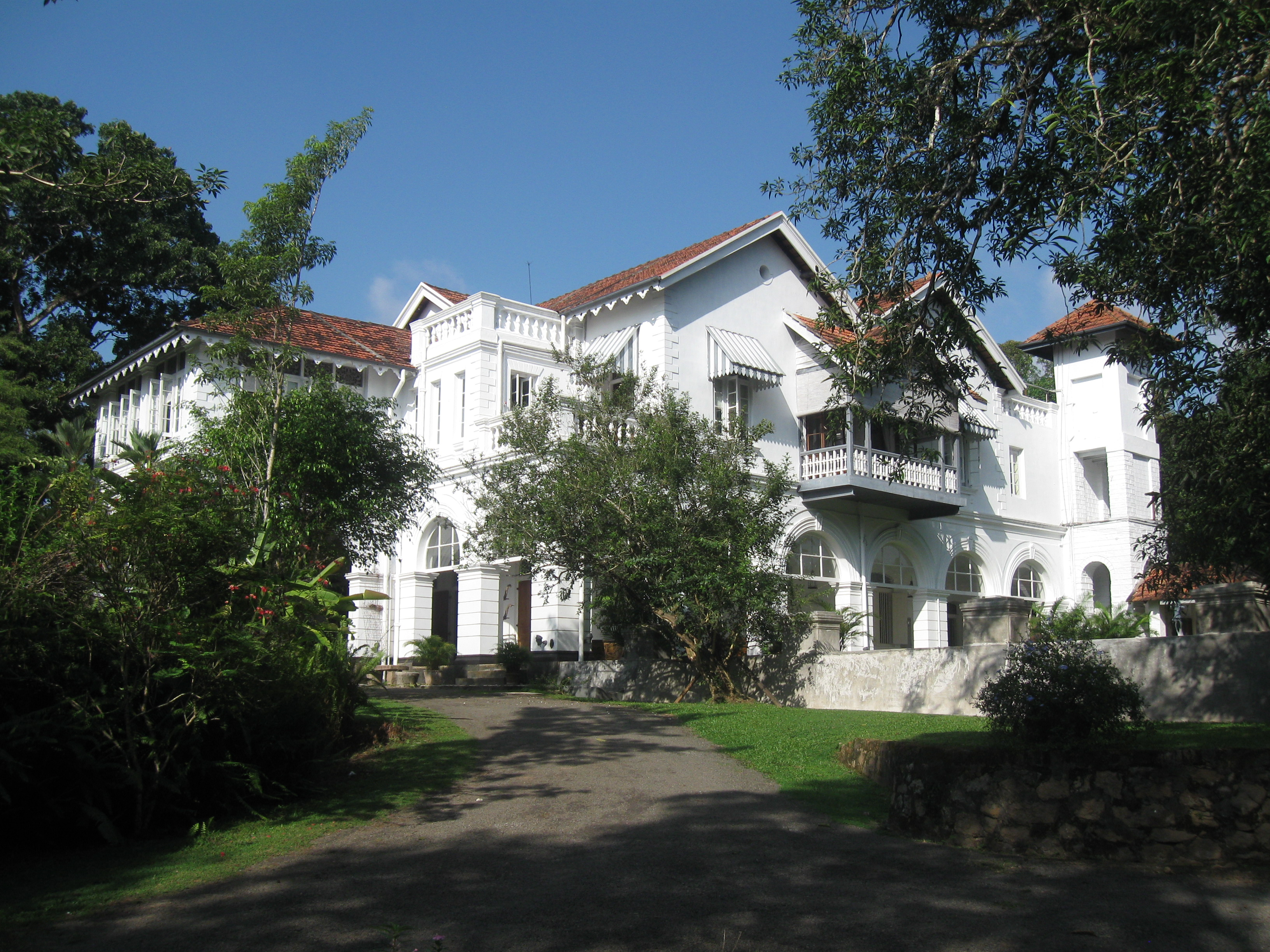
Horagolla Walawwa, trang viên tổ tiên của Bandaranaike

Ngày 2 tháng 10 năm 1940, Ratwatte và Bandaranaike kết hôn tại Mahawelatenne Walawwa trong sự kiện được giới báo chí mệnh danh là "đám cưới thế kỷ" bởi vì tính chất xa hoa của nó. Cặp vợ chồng mới cưới chuyển đến sống tại dinh thự Wendtworth nằm ở Guildford Crescent Colombo, nơi họ thuê từ Lionel Wendt. Con gái của họ, Sunethra (1943) và Chandrika (1945) chào đời tại Wendtworth nơi gia đình sống đến năm 1946, khi cha của S.W.R.D mua cho họ một ngôi biệt thự tên là Tintagel tại Rosmead Place ở Colombo. Từ lúc này trở đi, gia đình sống một phần của năm tại Tintagel và một phần của năm tại trang viên tổ tiên của S.W.R.D., Horagolla Walawwa. Một đứa con trai của hai vợ chồng tên là Anura ra đời tại Tintagel vào năm 1949. Trong 20 năm tiếp theo, Sirima Bandaranaike dành phần lớn thời gian của mình để nuôi gia đình và làm nữ chủ nhà chiêu đãi nhiều nhân vật tiếng tăm trong giới chính trị. Cả ba đứa con của Bandarnaike đều học tập ở nước ngoài. Sunetra theo học tại Oxford, Chandrika học tại Đại học Paris còn Anura học tại Đại học Luân Đôn. Tất cả sau này sẽ trở về quê hương và phục vụ trong chính phủ Sri Lanka.
Năm 1941, Bandaranaike gia nhập Lanka Mahila Samiti (Hiệp hội Phụ nữ Lankan), tổ chức phụ nữ tình nguyện lớn nhất đất nước. Bà còn tham gia vào nhiều dự án xã hội do Mahila Samiti khởi xướng để trao quyền cho phụ nữ nông thôn và cứu trợ thảm họa. Một trong những dự án đầu tiên của bà là một chương trình nông nghiệp để đáp ứng tình trạng thiếu sản xuất lương thực. Chức vụ đầu tiên của bà là thư ký của tổ chức, nữ chính khách tham gia cuộc họp với nhiều chuyên gia nông nghiệp để phát triển những phương pháp mới để tăng năng suất cây lúa. Tiếp đó Bandaranaike lần lượt đảm nhiệm các vị trí thủ quỹ, phó chủ tịch và cuối cùng là chủ tịch của Mahila Samiti; trên những cương vị đó bà tập trung vào vấn đề giáo dục con gái, quyền chính trị của phụ nữ và kế hoạch hóa gia đình. Bà cũng là thành viên của Hiệp hội Phụ nữ Phật giáo Ceylon, Hiệp hội Ung thư, Hiệp hội Quốc gia Ceylon về Phòng chống Bệnh lao và Hiệp hội Phúc lợi cho Y tá.
Bandaranaike thường đi cùng S.W.R.D. trong những chuyến đi chính thức, cả nội địa lẫn quốc tế. Hai vợ chồng đều có mặt ở bệnh viện tâm thần, Angoda sau khi nơi này bị người Nhật ném bom trong cuộc đột kích vào ngày Chủ nhật Phục sinh năm 1942, làm nhiều người dân thiệt mạng. Khi Ceylon tiến tới vị thế tự trị vào năm 1947, S.W.R.D. trở nên tích cực hơn trong phong trào dân tộc. Ông chạy đua và được bầu vào Hạ viện từ Khu bầu cử Attanagalla. Kế đó ông được bổ nhiệm làm Bộ trưởng Bộ Y tế rồi làm Lãnh tụ Hạ viện, nhưng lại ngày càng thất vọng với những hoạt động và chính sách nội bộ của Đảng Thống nhất Quốc gia. Mặc dù  không khuyến khích vợ mình tham gia vào các chủ đề chính trị và đôi khi tỏ ra xem thường bà trước mặt các đồng nghiệp, S.W.R.D. vẫn tôn trọng khả năng phán đoán của vợ. Năm 1951, bà thuyết phục ông tách khỏi Đảng Quốc gia Thống nhất và thành lập Đảng Tự do Sri Lanka (Đảng Tự do, còn gọi là SLFP). Bandaranaike chịu trách nhiệm vận động hành lang ở khu vực bầu cử Attanagalla của S.W.R.D. trong cuộc bầu cử quốc hội năm 1952, trong lúc ông đi khắp đất nước để thu hút sự ủng hộ. Ở cuộc bầu cử đó, Đảng Tự do chỉ giành được 9 ghế, tuy nhiên kết quả là S.W.R.D. đã được bầu vào Quốc hội. Rồi S.W.R.D trở thành Lãnh đạo phe đối lập.

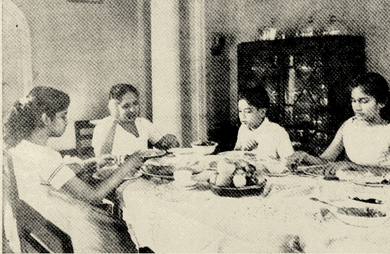
Bandaranaike cùng các con Sunethra, Chandrika và Anura

Khi cuộc bầu cử mới được Thủ tướng John Kotelawala triệu tập vào năm 1956, S.W.R.D. cảm thấy một cơ hội và thành lập Mahajana Eksath Peramuna (MEP), một liên minh giữa 4 đảng lớn để tranh cử trong chiến dịch năm 1956. Bandaranaike một lần nữa vận động hành lang cho chồng mình lần lượt ở Attanagalla, thị trấn Balangoda và  Ratnapura cho Đảng Tự do. Mahajana Eksath Peramuna đã giành chiến thắng áp đảo chung cuộc và S.W.R.D. trở thành Thủ tướng. Trong chuyến thăm cấp nhà nước tới Malaysia vào năm 1957, hai vợ chồng phải rút ngắn thời gian ở lại sau khi nhận được tin cha của Bandaranaike lâm bệnh nặng bởi một cơn đau tim. Ông qua đời hai tuần sau khi họ vội trở lại thăm ông.
Trong khi Bandaranaike đang ở nhà riêng tại Rosmead Place vào sáng hôm 25 tháng 9 năm 1959 thì chồng bà S.W.R.D. bị một nhà sư Phật giáo nã nhiều phát đạn do nhà sư này bất mãn vì những gì ông cho là thiếu sự hỗ trợ cho y học cổ truyền. Bandaranaike đến bệnh viện thăm chồng mình đang trong tình trạng nguy kịch rồi sau đó tắt thở vào ngày hôm sau. Chính biến trở nên hỗn loạn dưới thời chính phủ tạm quyền Wijeyananda Dahanayake, nhiều bộ trưởng nội các đã bị thanh trừng, một số người bị bắt và thủ tiêu. Liên minh Mahajana Eksath Peramuna sụp đổ khi mất vai trò của S.W.R.D., và một cuộc bầu cử diễn ra vào tháng 3 năm 1960 để lấp đầy ghế cho khu vực tranh cử Attanagalla. Bandaranaike miễn cưỡng đồng ý tranh cử với tư cách ứng viên độc lập, nhưng trước khi cuộc bầu cử được tổ chức thì Nghị viện đã bị giải tán nên bà quyết định không tranh cử ghế này. Khi cuộc bầu cử tổ chức vào tháng 3 năm 1960, Đảng Quốc gia đã giành được đa số bốn ghế so với Đảng Tự do Sri Lanka. Thủ tướng mới là Dudley Senanayake bị bãi nhiệm trong vòng một tháng bởi một cuộc bỏ phiếu tín nhiệm và cuộc tổng tuyển cử thứ hai được triệu tập vào tháng 7 năm 1960.

## Sự nghiệp chính trị

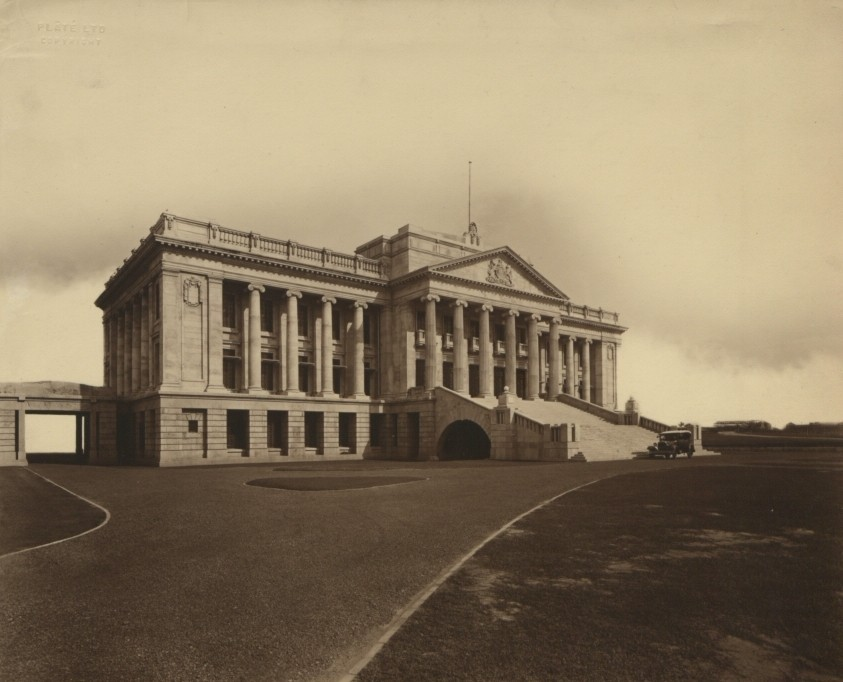
Tòa nhà Quốc hội cũ ở Colombo, nơi Hạ viện Ceylon họp lần đầu tiên vào năm 1947

Vào tháng 5 năm 1960, Bandaranaike  được ban chấp hành của Đảng Tự do nhất trí bầu chọn, mặc dù thời điểm đó bà vẫn chưa quyết định tham gia cuộc bầu cử vào tháng Bảy. Từ bỏ các mối quan hệ bên cựu với người Cộng sản và Trotskyist, tới đầu tháng 6 bà đã bắt đầu vận động bầu cử với hứa hẹn sẽ tiếp nối các chính sách của chồng bà - cụ thể là, thành lập một nước cộng hòa, ban hành một luật để thiết lập Sinhala là ngôn ngữ chính thức của đất nước, và công nhận vị thế thống trị của Phật giáo, mặc dù cho phép những người Tamil duy trì ngôn ngữ của chính họ và thực hành đức tin Ấn giáo. Mặc dù đã có nhóm dân cư Tamil ở nước này trong nhiều thế kỷ, phần lớn người Tamil ở Sri Lanka gốc là công nhân đồn điền thực dân Anh đem đến từ Ấn Độ. Vì lý do này nhiều người Ceylon xem họ như những người nhập cư tạm thời, mặc dù họ đã sống qua nhiều thế hệ ở Ceylon. Với sự độc lập của Ceylon, Đạo luật Công dân năm 1948 đã loại trừ những người Tamil Ấn Độ này khỏi định nghĩa công dân, khiến họ trở thành vô quốc tịch. Chính sách của S.W.R.D. đối với những người Tamil vô quốc tịch là ôn hòa, cấp cho một ít người quyền công dân và cho phép những người lao động sản xuất ở lại. Người kế nhiệm ông, Dudley Senanayake, là người đầu tiên đề xuất nhóm dân cư này phải hồi hương bắt buộc. Bandaranaike đi khắp đất nước và có những bài phát biểu đầy cảm xúc, thường xuyên bật khóc khi bà cam kết sẽ tiếp tục các chính sách của người chồng quá cố. Hành động của bà đã mang lại cho bà tên gọi "Góa phụ khóc lóc" từ các đối thủ của mình.

### Nữ thủ tướng đầu tiên (1960 - 1965)

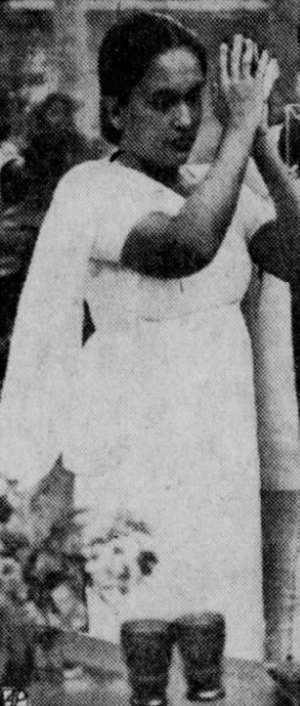
Bandaranaike cầu nguyện trong một bức ảnh năm 1962 được mô tả là "Thủ tướng cầu nguyện" của AP

Vào ngày 21 tháng 7 năm 1960, sau chiến thắng áp đảo của Đảng Tự do, Bandaranaike đã tuyên thệ nhậm chức nữ Thủ tướng đầu tiên trên thế giới, đồng thời kiêm nhiệm ghế Bộ trưởng Bộ Quốc phòng và Ngoại giao. Bà là người phụ nữ đầu tiên trong lịch sử hiện đại trở thành người đứng đầu một quốc gia mà không phải cha truyền con nối. Vì bà không phải là một thành viên được bầu của Quốc hội vào thời điểm đó, nhưng là lãnh đạo của đảng cầm chiếm đa số trong quốc hội, hiến pháp đòi hỏi bà phải trở thành một thành viên của Quốc hội trong vòng ba tháng nếu bà tiếp tục giữ chức vụ Thủ tướng. Để tạo một vị trí cho bà, đồng minh của bà là Manameldura Piyadasa de Zoysa đã từ chức để tạo ghế trống tại Thượng viện. Vào ngày 5 tháng 8 năm 1960, Toàn quyền Goonetilleke đã bổ nhiệm Bandaranaike vào Thượng viện Ceylon. Ban đầu, bà chật vật trong việc quán xuyến các vấn đề phải đối mặt với đất nước, phải dựa vào thành viên nội các và cháu trai của mình, Felix Dias Bandaranaike. Đối thủ đưa ra những bình luận xem thường về "nội các chạn bếp" (tiếng Anh: kitchen cabinet) của bà, một trong những đòn tấn công mang tính phân biệt giới kéo dài trong thời gian bà cầm quyền.
Để tiếp tục chính sách của chồng mình là quốc hữu hóa các lĩnh vực quan trọng của nền kinh tế, Bandaranaike đã thành lập một tập đoàn với các cổ đông hỗn hợp công-tư, và nắm quyền kiểm soát bảy tờ báo. Bà quốc hữu hóa ngân hàng, ngoại thương và bảo hiểm, cũng như ngành dầu khí. Khi tiếp quản Ngân hàng Ceylon và thành lập các chi nhánh của Ngân hàng Nhân dân mới thành lập, Bandaranaike nhằm mục đích cung cấp dịch vụ tín dụng cho các cộng đồng dân cư không có cơ sở ngân hàng trước đây, thúc đẩy phát triển kinh doanh địa phương. Vào tháng 12 năm 1960, Bandaranaike quốc hữu hóa tất cả các trường học giáo xứ đang nhận được tài trợ của nhà nước. Khi làm như vậy, bà đã kiềm chế ảnh hưởng của thiểu số Công giáo, những người thường là thành viên của giới tinh hoa kinh tế và chính trị, và mở rộng ảnh hưởng của các nhóm Phật giáo. Vào tháng 1 năm 1961, Bandaranaike đã ban hành luật khiến tiếng Sinhala trở thành ngôn ngữ chính thức, thay thế tiếng Anh. Hành động này đã gây ra sự bất bình lớn trong số hơn hai triệu người nói tiếng Tamil. Được thúc đẩy bởi các thành viên của Đảng Liên bang, một chiến dịch bất tuân dân sự đã bắt đầu ở các tỉnh có đa số người Tamil. Phản ứng của Bandaranaike là tuyên bố tình trạng khẩn cấp và gửi quân đội để khôi phục hòa bình. Bắt đầu từ năm 1961, các công đoàn bắt đầu một loạt các cuộc đình công để phản đối lạm phát và thuế cao. Một cuộc đình công như vậy đã làm tê liệt hệ thống giao thông, thúc đẩy Bandaranaike quốc hữu hóa hội đồng vận tải.
Vào tháng 1 năm 1962, các cuộc xung đột nổ ra giữa các thành phần của giai cấp thượng lưu: các Kitô hữu thành thị phương Tây chủ yếu là cánh hữu - bao gồm những nhóm lớn của người Burgher và Tamil - và giới tinh hoa bản địa mới nổi, những người theo đạo Phật nói tiếng Sinhala. Những thay đổi do chính sách của Bandaranaike gây ra đã tạo ra một sự chuyển dịch tức thì khỏi hệ thống giai cấp thân Anh, cơ cấu quyền lực và quản trị, ảnh hưởng đáng kể đến giới công chức, lực lượng vũ trang và cảnh sát. Một số sĩ quan quân đội đã âm mưu đảo chính, lên kế hoạch giam giữ Bandaranaike và các thành viên nội các của bà tại Bộ Tổng tư lệnh. Khi sĩ quan cảnh sát Stanley Senanayake được nhóm lãnh đạo đảo chính tin tưởng tiết lộ thông tin, ông đã vội đến Temple Plants để thông báo cho Bandaranaike và các quan chức chính phủ và đảng khác. Ngay lập tức gọi tất cả các chỉ huy và sĩ quan cấp dưới đến một cuộc họp khẩn cấp tại dinh thự nhà nước, Felix Dias Bandaranaike và các thành viên của Cục Điều tra Hình sự (CID) bắt đầu thẩm vấn họ và khám phá âm mưu này. Vì cuộc đảo chính đã bị hủy bỏ trước khi nó bắt đầu, quá trình xét xử đối với 24 kẻ âm mưu bị buộc tội kéo dài và phức tạp. Đạo luật Điều khoản Đặc biệt Luật Hình sự hồi tố năm 1962, cho phép xem xét các bằng chứng gián tiếp, đã được thông qua để hỗ trợ cho việc kết án những kẻ âm mưu. Mặc dù có tin đồn chống lại Huân tước Oliver Goonatillake, tổng đốc, không có bằng chứng xác thực chống lại ông và do đó không có cách nào để truy tố ông. Ông không "bị loại khỏi văn phòng và ông cũng không từ chức". Ông đồng ý trả lời các câu hỏi về sự liên quan bị nghi ngờ của mình sau khi được thay thế. Vào tháng 2, William Gopallawa được bổ nhiệm làm Toàn quyền. Goonatillake được hộ tống đến sân bay, rời Ceylon và đi lưu vong tự nguyện.

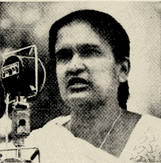
Bandaranaike năm 1961

Trong nỗ lực cân bằng lợi ích Đông-Tây và duy trì tính trung lập, Bandaranaike đã củng cố mối quan hệ với Trung Quốc, đồng thời xóa bỏ quan hệ với Israel. Bà đã làm việc để duy trì mối quan hệ tốt đẹp với cả Ấn Độ và Nga, đồng thời giữ mối quan hệ với lợi ích của Anh thông qua việc xuất khẩu trà và liên kết hỗ trợ với Ngân hàng Thế giới. Lên án chính sách phân biệt chủng tộc của Nam Phi, Bandaranaike đã bổ nhiệm các đại sứ và tìm kiếm mối quan hệ với các quốc gia châu Phi khác. Năm 1961, bà tham dự cả Hội nghị Thủ tướng Khối thịnh vượng chung ở Luân Đôn và Hội nghị về các quốc gia không liên kết ở Belgrade, Nam Tư. Bà là người đóng vai trò quan trọng trong việc giảm căng thẳng giữa Ấn Độ và Trung Quốc sau khi tranh chấp biên giới năm 1962 châm ngòi nổ cho Chiến tranh Trung-Ấn. Vào tháng 11 và tháng 12 năm đó, Bandaranaike đã gọi các hội nghị ở Colombo với các đại biểu từ Miến Điện, Campuchia, Ceylon, Ghana và Cộng hòa Ả Rập Thống nhất để thảo luận về tranh chấp. Sau đó, bà đi cùng Bộ trưởng Tư pháp Ghana Kofi Ofori-Atta tới Ấn Độ và Bắc Kinh, Trung Quốc trong một nỗ lực nhằm môi giới hòa bình. Vào tháng 1 năm 1963, nỗ lực của Bandaranaike và Orofi-Atta được đền đáp ở New Delhi, khi Jawaharlal Nehru, Thủ tướng Ấn Độ, đồng ý đưa ra bỏ phiếu trong Quốc hội Ấn Độ một đề xuất giải quyết tranh chấp mà Bandaranaike vận động.
Ở trong nước, nhiều khó khăn tiếp tục tích tụ. Mặc dù thành công ở nước ngoài, Bandaranaike bị chỉ trích vì mối quan hệ với Trung Quốc và thiếu các chính sách phát triển kinh tế. Căng thẳng vẫn còn cao so với sự thiên vị rõ ràng của chính phủ đối với những người theo đạo Phật nói tiếng Sinhala. Sự mất cân bằng xuất nhập khẩu, cộng với lạm phát, đã tác động đến sức mua của các công dân trung lưu và hạ lưu. Trong cuộc bầu cử bổ sung giữa nhiệm kỳ, mặc dù Bandaranaike chiếm đa số, Đảng Quốc gia Thống nhất đã giành thêm ghế, cho thấy sự ủng hộ của bà đang tuột dốc. Thiếu sự ủng hộ cho các biện pháp thắt lưng buộc bụng, đặc biệt là việc không thể nhập khẩu gạo đầy đủ - lương thực chính - đã khiến Bộ trưởng Felix Dias Bandaranaike từ chức. Các bộ trưởng nội các khác được sắp xếp lại trong nỗ lực ngăn chặn sự trôi trượt cán cân thương mại về phía đối tác Liên Xô, vốn đã có được chỗ đứng sau khi thành lập Tập đoàn Dầu khí Ceylon. Tập đoàn Dầu khí đã được ra mắt vào năm 1961 để bỏ qua việc định giá độc quyền đối với nhập khẩu dầu ở Trung Đông, cho phép Ceylon nhập dầu từ Cộng hòa Ả Rập Thống nhất và Liên Xô. Một số cơ sở lưu trữ của các nhà khai thác dầu phương Tây đã được trưng dụng với một thỏa thuận bồi thường, nhưng tranh chấp tiếp tục diễn ra về việc không thanh toán dẫn đến đình chỉ viện trợ nước ngoài từ Hoa Kỳ vào tháng 2 năm 1963. Phản ứng với việc đình chỉ viện trợ, Quốc hội đã thông qua Đạo luật sửa đổi của Tập đoàn Dầu khí Ceylon quốc hữu hóa tất cả các khâu phân phối, xuất nhập khẩu, bán và cung cấp hầu hết các sản phẩm dầu trong nước, từ tháng 1 năm 1964.
Cũng trong năm 1964, chính phủ của Bandaranaike đã bãi bỏ Dịch vụ dân sự Ceylon độc lập và thay thế nó bằng Dịch vụ hành chính Ceylon, chịu sự ảnh hưởng của chính phủ. Khi liên minh Mặt trận Thống nhất giữa Đảng Cộng sản, Đảng Xã hội Cách mạng và Trotskyist được thành lập vào cuối năm 1963, Bandaranaike xích về cánh tả để cố gắng giành được sự ủng hộ của họ. Vào tháng 2 năm 1964, Thủ tướng Trung Quốc Chu Ân Lai đã đến thăm Bandaranaike ở Ceylon với lời đề nghị viện trợ, quà tặng gạo và dệt may, và thảo luận để mở rộng thương mại. Hai người cũng thảo luận về tranh chấp biên giới Trung-Ấn và giải trừ hạt nhân. Mối quan hệ với Trung Quốc rất hấp dẫn, vì sự công nhận chính thức gần đây của Bandaranaike với Đông Đức đã cắt đứt khoản viện trợ đến từ Tây Đức và việc quốc hữu hóa ngành bảo hiểm của bà đã ảnh hưởng đến mối quan hệ của bà với Úc, Anh và Canada. Để chuẩn bị cho Hội nghị Không liên kết lần thứ hai, Bandaranaike đã đón tiếp các tổng thống Tito và Nassar tại Colombo vào tháng 3 năm 1964, nhưng tình trạng bất ổn trong nước tiếp tục khiến bà phải tạm dừng các phiên họp quốc hội cho đến tháng 7. Trong thời gian ngưng họp đó, bà đã tham gia vào một liên minh với Mặt trận Thống nhất Cánh tả để tái lập được đa số quốc hội, mặc dù chỉ bằng ba ghế.
Vào tháng 9 năm 1964, Bandaranaike dẫn đầu một phái đoàn đến Ấn Độ để thảo luận về việc hồi hương của 975 nghìn người Tamil không quốc tịch cư trú tại Ceylon. Cùng với Thủ tướng Ấn Độ Lal Bahadur Shastri, bà đã thương thảo các điều khoản của Hiệp ước Srimavo-Shastri, một thỏa thuận mang tính bước ngoặt cho chính sách đối ngoại của cả hai quốc gia. Theo thỏa thuận, Ceylon đã trao quyền công dân cho 300 nghìn người Tamil và con cháu của họ trong khi Ấn Độ phải hồi hương 525 nghìn người Tamil không quốc tịch. Trong 15 năm được phân bổ để hoàn thành nghĩa vụ của mình, các bên đã đồng ý đàm phán các điều khoản cho 150 nghìn người còn lại. Vào tháng 10, Bandaranaike đã tham dự và đồng tài trợ cho Hội nghị không liên kết được tổ chức tại Cairo. Vào tháng 12 năm 1964, nỗ lực tiếp tục quốc hữu hóa các tờ báo của đất nước đã dẫn đến một chiến dịch loại bỏ bà khỏi văn phòng. Bà đã thua tại cuộc phiếu tín nhiệm với chênh lệch một phiếu bầu, buộc phải giải tán Quốc hội và kêu gọi bầu cử mới. Liên minh chính trị của bà đã bị đánh bại trong cuộc bầu cử năm 1965, kết thúc nhiệm kỳ đầu tiên của bà là Thủ tướng.

### Lãnh đạo phe đối lập (1965 - 1970)
Trong cuộc bầu cử năm 1965, Bandaranaike đã giành được một ghế trong Hạ viện từ Khu bầu cử Attanagalla. Với việc đảng của bà giành được 41 ghế, bà trở thành Thủ lĩnh phe Đối lập, người phụ nữ đầu tiên từng giữ vị trí này. Dudley Senanayake đã tuyên thệ nhậm chức Thủ tướng vào ngày 25 tháng 3 năm 1965. Ngay sau đó, vị trí thành viên quốc hội của Bandaranaike bị thách thức, khi các cáo buộc được đưa ra rằng bà đã nhận hối lộ, dưới hình thức một chiếc xe, khi còn tại chức thủ tướng. Một ủy ban đã được chỉ định để điều tra và sau đó bà đã được xóa án. Trong nhiệm kỳ năm năm của mình trong phe đối lập, bà vẫn duy trì liên minh với các đảng cánh tả. Trong bảy cuộc bầu cử bổ sung được tổ chức từ tháng 11 năm 1966 đến tháng 4 năm 1967, có sáu người đã giành chiến thắng thuộc phe đối lập dưới sự lãnh đạo của Bandaranaike. Lạm phát liên tục, mất cân bằng thương mại, thất nghiệp và các cam kết viện trợ không thành hiện thực dẫn đến sự bất mãn lan rộng. Điều này được tiếp tục thúc đẩy bởi các biện pháp thắt lưng buộc bụng, làm giảm khoản trợ cấp gạo hàng tuần. Đến năm 1969, Bandaranaike đã tích cực vận động để trở lại quyền lực. Trong số các cam kết của mình, bà hứa sẽ quốc hữu hóa các ngân hàng nước ngoài và ngành xuất nhập khẩu, thành lập các nhóm giám sát để theo dõi tham nhũng của chính phủ và doanh nghiệp, và tổ chức một Hội nghị Lập hiến có nhiệm vụ soạn thảo Hiến pháp mới.

### Nhiệm kỳ thứ hai (1970 - 1977)

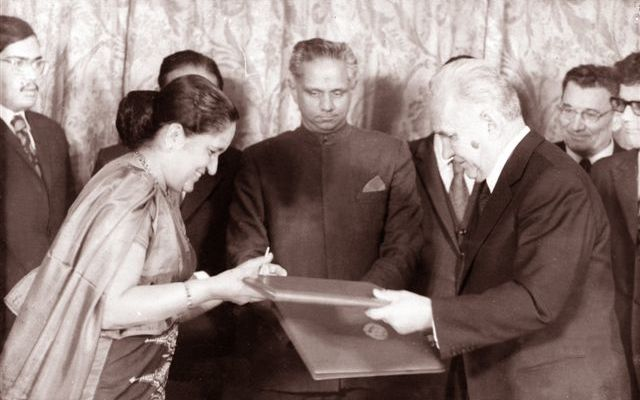
Bandaranaike với Thủ tướng Liên Xô Alexei Kosygin, Cố vấn cao cấp (về ngoại giao) cho Thủ tướng Tissa Wijeyeratne và Anura Bandaranaike

Bandaranaike đã giành lại quyền lực sau khi liên minh Mặt trận Thống nhất giữa Đảng Cộng sản, Đảng Lanka Sama Samaja và Đảng Tự do của bà đã giành chiến thắng trong cuộc bầu cử năm 1970 với đa số lớn vào tháng 5 năm 1970. Đến tháng 7, bà đã triệu tập một Hội nghị Lập hiến để thay thế Hiến pháp do Anh soạn thảo với một bản được soạn thảo bởi người Ceylon. Bà đưa ra các chính sách yêu cầu các thư ký thường trực trong các bộ của chính phủ phải có chuyên môn trong bộ phận của họ. Ví dụ, những người phục vụ trong Bộ Nhà ở phải có đào tạo ngạch kỹ sư, và những người phục vụ trong Bộ Y tế phải là các bác sĩ. Tất cả các nhân viên chính phủ được phép tham gia Hội đồng Công nhân và ở cấp địa phương, bà đã thành lập Ủy ban Nhân dân để thu nhận ý kiến từ dân chúng gửi tới chính quyền. Những thay đổi này nhằm loại bỏ các yếu tố thuộc địa hóa dưới thời thuộc Anh và ảnh hưởng nước ngoài khỏi các thể chế của đất nước.
Đối mặt với thâm hụt ngân sách 195   triệu đô la- gây ra bởi chi phí nhập khẩu năng lượng và thực phẩm tăng và doanh thu giảm từ xuất khẩu dừa, cao su và chè - Bandaranaike đã cố gắng tập trung hóa nền kinh tế và thực hiện kiểm soát giá cả. Bị ép bởi các thành viên cánh tả trong liên minh của mình nhằm quốc hữu hóa các ngân hàng nước ngoài có nguồn gốc Anh, Ấn Độ và Pakistan, bà nhận ra rằng làm như vậy sẽ ảnh hưởng đến nhu cầu tín dụng. Giống như nhiệm kỳ trước của mình, bà đã cố gắng cân bằng dòng hỗ trợ nước ngoài từ cả đối tác tư bản và cộng sản. Vào tháng 9 năm 1970, Bandaranaike đã tham dự Hội nghị không liên kết lần thứ ba tại Lusaka, Zambia. Tháng đó, bà cũng tới Paris và London để thảo luận về thương mại quốc tế. Ra lệnh cho đại diện của Quỹ châu Á và Đoàn Hòa bình rời khỏi đất nước, Bandaranaike bắt đầu đánh giá lại các thỏa thuận và đề xuất thương mại đã được người tiền nhiệm của bà đàm phán. Bà tuyên bố rằng chính phủ của bà sẽ không công nhận Israel, cho đến khi đất nước này giải tranh chấp với các nước láng giềng Ả Rập thông qua biện pháp hòa bình. Bà chính thức công nhận Đông Đức, Bắc Triều Tiên, Bắc Việt Nam và Mặt trận Dân tộc Giải phóng miền Nam Việt Nam. Bandaranaike phản đối sự phát triển của một trung tâm liên lạc Anh-Mỹ ở Ấn Độ Dương, cho rằng khu vực này phải là một "khu vực trung lập, không có hạt nhân". Vào tháng 12, Đạo luật Trưng mua Doanh nghiệp được thông qua, cho phép nhà nước quốc hữu hóa bất kỳ doanh nghiệp nào có hơn 100 nhân viên. Động thái này nhằm giảm sự kiểm soát của nước ngoài đối với sản xuất chè và cao su quan trọng, nhưng nó đã cản trở cả đầu tư trong và ngoài nước vào công nghiệp và phát triển hạ tầng.

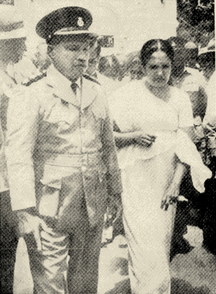
Bandaranaike và nhòm tùy tùng quân sự của bà, năm 1961

Bất chấp những nỗ lực của Bandaranaike để giải quyết các vấn đề kinh tế của đất nước, thất nghiệp và lạm phát vẫn không được kiểm soát. Chỉ sau 16 tháng nắm quyền, chính phủ của Bandaranaike gần như bị lật đổ bởi cuộc nổi dậy Janatha Vimukthi Peramuna năm 1971 của thanh niên cánh tả. Mặc dù nhận thức được lập trường hiếu chiến của Janatha Vimukthi Peramuna (Mặt trận Giải phóng Nhân dân), ban đầu chính quyền của Bandaranaike đã không xem họ là một mối đe dọa sắp xảy ra, coi họ là những người lý tưởng chủ nghĩa đơn thuần. Vào ngày 6 tháng 3, phiến quân đã tấn công Đại sứ quán Hoa Kỳ tại Colombo, dẫn đến tuyên bố tình trạng khẩn cấp vào ngày 17 tháng 3. Đầu tháng 4, các cuộc tấn công vào các đồn cảnh sát đã chứng tỏ một cuộc nổi dậy được lên kế hoạch rõ ràng mà quân đội nhỏ của Ceylon không được trang bị đầy đủ để xử lý. Kêu gọi các đồng minh hỗ trợ, chính phủ đã được cứu phần lớn nhờ chính sách đối ngoại trung lập của Bandaranaike. Liên Xô đã gửi máy bay để hỗ trợ chính phủ Ceylon; vũ khí và thiết bị đến từ Anh, Cộng hòa Ả Rập Thống nhất, Hoa Kỳ và Nam Tư; vật tư y tế được cung cấp bởi Đông và Tây Đức, Na Uy và Ba Lan; tàu tuần tra được gửi từ Ấn Độ; và cả Ấn Độ và Pakistan đã gửi quân đội. Vào ngày 1 tháng 5, Bandaranaike đã đình chỉ các chiến dịch tấn công của chính phủ và đưa ra một đề nghị ân xá, dẫn đến hàng ngàn người đầu hàng. Tháng sau đó một lệnh ân xá thứ hai đã được thi hành. Bandaranaike đã thành lập một Ủy ban Tái thiết Quốc gia để tái lập chính quyền dân sự và đưa ra một kế hoạch chiến lược để xử lý những người nổi dậy bị bắt hoặc đầu hàng. Một trong những hành động đầu tiên của Bandaranaike sau cuộc xung đột là trục xuất các nhà ngoại giao Bắc Triều Tiên, vì bà nghi ngờ họ đã xúi giục sự bất mãn cực đoan. Câu nói "Bà là người đàn ông duy nhất trong nội các của mình" - được quy cho các đối thủ chính trị của bà trong thập niên 1960 - nổi lên trong thời kỳ nổi dậy, khi Bandaranaike chứng minh rằng bà đã trở thành một "lực lượng chính trị đáng gờm".
Tháng 5 năm 1972, tên Nhà nước Tự trị Ceylon được đổi thành Cộng hòa xã hội chủ nghĩa dân chủ Sri Lanka và Hiến pháp mới đã được phê chuẩn.   Mặc dù đất nước vẫn nằm trong Khối thịnh vượng chung, vương quyền của Nữ hoàng Elizabeth II không còn được công nhận.  Theo hiến pháp mới, Thượng viện, bị đình chỉ từ năm 1971,  đã chính thức bị bãi bỏ  và Quốc hội một viện mới được thành lập, kết hợp quyền lực của các cơ quan hành pháp, tư pháp và lập pháp trong một cơ quan.  Hiến pháp công nhận vị trí thống trị của Phật giáo trong xã hội, mặc dù nó bảo đảm sự bảo vệ bình đẳng cho Phật giáo, Kitô giáo, Ấn Độ giáo và Hồi giáo.  Hiến pháp không bao hàm một đạo luật về những quyền không thể xâm phạm, công nhận Sinhala là ngôn ngữ chính thức duy nhất, và không có "yếu tố liên bang".  Hiến pháp mới cũng kéo dài hai năm nhiệm kỳ của Bandaranaike, đặt lại nhiệm kỳ năm năm bắt buộc của Thủ tướng Chính phủ trùng với việc thành lập nền cộng hòa.  Những giới hạn này gây ra mối lo ngại cho các nhóm khác nhau của dân chúng, đặc biệt là những người không yên tâm về sự cai trị độc đoán và dân số nói tiếng Tamil.  Trước khi hết tháng, sự bất mãn leo thang trước khi dẫn đến việc thông qua Dự luật của Ủy ban Thẩm phán, thành lập các tòa án riêng để đối phó với quân nổi dậy bị cầm tù từ năm trước. Những người phản đối các tòa án cho rằng những tòa án này đối các tòa án cho rằng nó vi phạm nguyên tắc nhân quyền. Đến tháng 7, các vụ bạo lực lẻ tẻ đã xuất hiện trở lại, và vào cuối năm nay, một làn sóng nổi dậy thứ hai đã được dự đoán. Thất nghiệp lan rộng đã thúc đẩy sự phản đối ngày càng tăng của công chúng với chính phủ, bất chấp các chương trình tái phân phối đất được ban hành để thành lập các hợp tác xã canh tác và giới hạn quy mô đất đai tư nhân.
Cuộc khủng hoảng dầu mỏ năm 1973 đã gây ra hậu quả trầm trọng cho nền kinh tế Sri Lanka. Vẫn phụ thuộc vào viện trợ nước ngoài, hàng hóa và viện trợ tiền tệ từ Úc, Canada, Trung Quốc, Đan Mạch, Hungary và Ngân hàng Thế giới, Bandaranaike đã giảm bớt các chương trình thắt lưng buộc bụng hạn chế nhập khẩu hàng tiêu dùng. Hoa Kỳ chấm dứt viện trợ không hoàn lại, và thay đổi chính sách cung cấp các khoản vay nước ngoài. Việc đồng tiền Sri Lanka mất giá, cùng với lạm phát và thuế cao, tăng trưởng kinh tế chậm lại, do đó tạo ra áp lực theo một vòng luẩn quẩn buộc phải cắt bớt thâm hụt với các biện pháp thuế và thắt lưng buộc bụng cao hơn. Lạm phát không được kiểm soát giữa năm 1973 và 1974 dẫn đến bất định về tương lại nền kinh tế và sự bất mãn của công chúng. Năm 1974, Bandaranaike buộc phải đóng cửa nhóm báo độc lập cuối cùng, The Sun, tin rằng những lời chỉ trích của họ đang thúc đẩy tình trạng bất ổn. Rạn nứt xuất hiện trong liên minh Mặt trận, chủ yếu do ảnh hưởng của Đảng Lanka Sama Samaja trong các công đoàn và đe dọa đình công suốt năm 1974 và 1975. Khi bất động sản mới tịch thu được đặt trực thuộc Bộ Nông nghiệp và Đất đai, được kiểm soát bởi Đảng Lanka Sama Samaja, lo ngại rằng họ sẽ công đoàn hóa các công nhân đồn điền đã khiến Bandaranaike hất cẳng họ khỏi liên minh chính phủ.
Để ghi nhận Năm Quốc tế Phụ nữ năm 1975, Bandaranaike đã thành lập một cơ quan tập trung vào các vấn đề của phụ nữ, sau này trở thành Bộ Phụ nữ và Trẻ em. Bà bổ nhiệm người phụ nữ đầu tiên phục vụ trong Nội các Sri Lanka, Siva Obeyesekere, đầu tiên là thư ký Nhà nước thứ nhất về Y tế (tương đương hàm bộ trường) và sau đó là Bộ trưởng Bộ Y tế. Bà đã được tán dương tại Hội nghị Thế giới về Phụ nữ được tổ chức tại Thành phố Mexico, tham dự với tư cách là nữ Thủ tướng được bầu duy nhất của thế giới tại thời điểm đó. Bandaranaike trở thành chủ tịch với nhiệm kỳ năm tại Hội nghị lần thứ năm của các quốc gia không liên kết năm 1976, tổ chức cuộc họp tại Colombo. Mặc dù được quốc tế đánh giá cao, bà vẫn tiếp tục phải đối phó với các cáo buộc tham nhũng và gia đình trị ở trong nước, trong khi nền kinh tế tiếp tục suy giảm. Trong cuộc đấu tranh để được công nhận, những người Tamil bất mãn đã chuyển sang chủ nghĩa ly khai. Vào tháng 5 năm 1976, Nghị quyết Vaddukoddai đã được Mặt trận Thống nhất Giải phóng Tamil thông qua, kêu gọi độc một nhà nước độc lập và nền tự trị có chủ quyền. Trong cuộc tổng tuyển cử năm 1977, Mặt trận Thống nhất thảm bại, chỉ giành được sáu ghế.

### Lãnh đạo Đảng (1977-1988)
Bandaranaike vẫn giữ được ghế quốc hội của mình tại Attanagalla trong cuộc tổng tuyển cử năm 1977. Vào tháng 11 năm 1977, một bản kiến nghị thách thức vị trí của bà với tư cách là một thành viên quốc hội đã bị Tòa án tối cao Colombo bác bỏ. Năm 1978, một hiến pháp mới đã được phê chuẩn thay thế chế độ nghị viện kiểu Anh bằng chế độ tổng thống kiểu Pháp. Theo hiến pháp, Tổng thống được bầu qua phiếu bầu phổ thông mỗi nhiệm kỳ sáu năm. Tổng thống sau đó chọn một Thủ tướng để chủ trì Nội các và cần được cơ quan lập pháp xác nhận. Hiến pháp lần đầu tiên bao gồm tuyên bố về các quyền cơ bản, và công nhận tiếng Tamil là một ngôn ngữ chính thức, mặc dù ngôn ngữ hành chính vẫn là tiếng Sinhala. Nội dung này nhằm mục đích xoa dịu nhóm ly khai Tamil, nhưng bạo lực tiếp diễn giữa hai nhóm dân tộc Tamil và Sinhala buộc chính phủ phải thông qua Đạo luật Ngăn chặn Khủng bố năm 1979.
Năm 1980, một Ủy ban Tổng thống đặc biệt đã được Tổng thống J.R. Jayawardene bổ nhiệm để điều tra các cáo buộc chống lại Bandaranaike vì lạm dụng quyền lực trong nhiệm kỳ bà làm Thủ tướng. Dựa vào kết luận của ủy ban, chính phủ đệ trình một biện pháp ra quốc hội được thông qua với tỉ lệ 139 thuận/18 chống, dẫn đến việc tước quyền dân sự của Bandaranaike và cháu bà, Felix Dias Bandaranaike-người bị kết tội tham nhũng, trong vòng 7 năm. Bà bị trục xuất khỏi quốc hội, nhưng vẫn duy trì vai trò lãnh đạo đảng. Mặc dù là người đứng đầu, Bandaranaike không được phép vận động tranh cử cho Đảng Tự do. Do đó, con trai bà, Anura được bổ nhiệm lãnh đạo đảng đoàn ở quốc hội. Dưới thời Anura, Đảng Tự do chuyển dịch dần sang cánh hữu, và con gái của Bandaranaike, Chandrika, đã rút lui, thành lập Đảng Nhân dân Sri Lanka cùng với chồng, Vijaya Kumaratunga. Các mục tiêu của đảng mới bao gồm việc hàn gắn quan hệ với người Tamil.
Từ năm 1980, xung đột giữa chính phủ và phe ly khai của các nhóm cạnh tranh khác nhau, bao gồm Hổ Tamil, Tổ chức Giải phóng Nhân dân Tamil Eelam, Quân đội Giải phóng Eelam Tamil và Tổ chức Giải phóng Eelam Tamil, trở nên thường xuyên và ngày càng bạo lực. Dù tranh chấp với nhau, các phe phái Tamil đồng lòng tẩy chay cuộc bầu cử tổng thống năm 1982, và tiến hành các cuộc ám sát các chính trị gia cấp cao và phục kích quân đội chính phủ. Căng thẳng leo thang khi người Sinhala chiếm đa số tấn công đáp trả, bạo loạn lan rộng từ  Colombo ra khắp khắp đất nước.
Trong khi đó, các chính sách tư nhân hóa nền kinh tế và ưu tiên tăng trưởng của chính phủ Jayewardene gây tổn thương cho cả người Tamil lẫn người Sinhala. Ngân sách bị thâm hụt lớn, Sri Lanka trở nên phụ thuộc nhiều hơn vào các tổ chức tín dụng quốc tế và tài trợ nước ngoài. Tư nhân hóa công nghiệp, sau năm 1982, đã tạo ra những khoảng cách đáng kể giữa người giàu và người nghèo và lạm phát quay trở lại, khiến hàng hóa khó mua sắm và mức sống bị hạ thấp.
Vào tháng 1 năm 1986, các quyền dân sự của Bandaranaike đã được khôi phục bằng một sắc lệnh của tổng thống do Jayewardene ban hành, một năm trước khi lệnh cấm 7 năm kết thúc. Xung đột giữa chính phủ và phe ly khai, đã leo thang từ năm 1983, trở thành cuộc Nội chiến vào năm 1987. Jayewardene tìm cách đổ lỗi cho sự bất ổn an ninh cho cánh tả, nói rằng họ kích động nhằm âm mưu lật đổ chính phủ. Bế tắc trong đàm phán với phiến quân, Jayewardene tìm kiếm sự can thiệp của Chính phủ Ấn Độ. Được ký vào năm 1987, Hiệp định Ấn Độ-Sri Lanka, đưa ra các điều khoản về thỏa thuận ngừng bắn giữa Chính phủ Sri Lanka và phiến quân, ủy quyền cho Lực lượng gìn giữ hòa bình Ấn Độ chiếm đóng đất nước trong nỗ lực thúc đẩy giải giáp. Bandaranaike và Đảng Tự do phản đối quân đội Ấn Độ tới đóng Sri Lanka, tuyên bố chính phủ đã phản bội chính người dân của mình bằng cách cho phép Ấn Độ can thiệp. Nhóm phiến quân dân tộc chủ nghĩa người Sinhala Janatha Vimukthi Peramuna tái xuất hiện ở miền nam. Trong bối cảnh đó, Bandaranaike quyết định ra tranh cử trong cuộc bầu cử tổng thống năm 1988. Bà đã bị đánh bại trong gang tấc bởi Ranasinghe Premadasa, người kế nhiệm Jayewardene làm Tổng thống.

### Lãnh đạo phe đối lập (1989 - 1994)

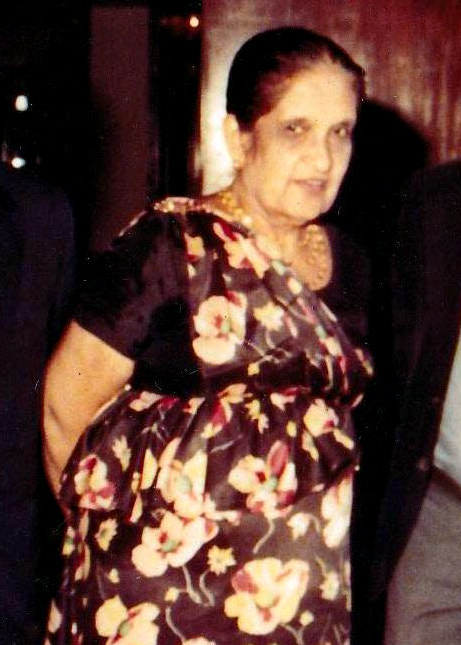
Bandaranaike khi về già (khoảng năm 1981)

Vào ngày 6 tháng 2 năm 1989, trong khi vận động cho Đảng Tự do trong cuộc tổng tuyển cử năm 1989, Bandaranaike đã thoát chết sau một cuộc tấn công đánh bom, tuy một phụ tá của bà bị thương. Trong kết quả bầu cử vào ngày 19, Đảng Tự do đã bị đánh bại bởi Đảng Quốc gia dưới sự lãnh đạo của Ranasinghe Premadasa, nhưng đã giành được 67 ghế, đủ để Bandaranaike đảm nhiệm chức vụ Lãnh đạo phe đối lập cho nhiệm kỳ thứ hai. Bà được tái cử vào quốc hội ở Khu vực bầu cử Gampaha. Cùng năm đó, chính phủ đã đè bẹp phiến quân Janatha Vimukthi Peramuna, giết chết khoảng 30.000 đến 70.000 người, thay vì chọn xét xử hay bỏ tù như Bandaranaike đã làm vào năm 1971.
Năm 1990, khi lệnh ngừng bắn kéo dài 13 tháng đã bị phá vỡ bởi Những con hổ giải phóng Tamil, sau khi các nhóm phiến quân khác đã giải giáp, chính phủ đã quyết định ngừng đàm phán và sử dụng giải pháp quân sự. Anura ủng hộ bước đi này, nhưng mẹ ông, Bandaranaike, thì lên tiếng phản đối kế hoạch. Khi quyền hạn khẩn cấp được tổng thống đảm nhận, bà yêu cầu tình trạng khẩn cấp phải được dỡ bỏ, buộc tội chính phủ vi phạm nhân quyền. Trong thời gian làm lãnh đạo phe đối lập, bà ủng hộ đề nghị luận tội Premadasa bởi chính một số thành viên Đảng quốc gia thống nhất vào năm 1991, nhưng không thành công. Con gái Bandaranaike, Chandrika Kumaratunga, người từng sống lưu vong tại London từ năm 1988 khi chồng bà đã bị ám sát, trở về Sri Lanka và tái gia nhập Đảng Tự do vào năm 1991. Trong năm đó, Bandaranaike, người ngày càng bị suy yếu do viêm khớp, bị đột quỵ.
Khi Tổng thống Premadasa bị ám sát bởi một kẻ đánh bom tự sát vào ngày 1 tháng 5 năm 1993, Thủ tướng Dingiri Banda Wijetunga tuyên thệ nhậm chức  quyền tổng thống. Các thành viên của Nghị viện được yêu cầu bỏ phiếu về sự kế vị trong vòng một tháng. Do sức khỏe suy yếu, Bandaranaike đã quyết định không tranh cử tổng thống mà tiếp tục làm lãnh đạo phe đối lập, và Wijetunga tranh cử mà không có đối thủ.
Wijetunga đã thuyết phục con trai của Bandaranaike, Anura, chạy sang Đảng Quốc gia và được bổ nhiệm làm Bộ trưởng Bộ Giáo dục Đại học như một phần thưởng. Với sự kiện này, Bandaranaike tiếp quản lãnh đạo Đảng Tự do với sự giúp đỡ của Kumaratunga. Do sức khỏe giảm sút của mẹ bà, Kumaratunga đã lãnh đạo thành lập một liên minh mới, Liên minh Nhân dân (PA), để tranh cử cuộc bầu cử tỉnh năm 1993 ở tỉnh miền Tây Sri Lanka vào tháng 5. Liên minh đã giành chiến thắng áp đảo, và Kumaratunga được bổ nhiệm làm Thủ hiến năm 1993. Sau đó, liên minh do Kumaratunga lãnh đạo cũng giành chiến thắng trong cuộc bầu cử hội đồng tỉnh miền Nam. Kumaratunga lãnh đạo chiến dịch Liên minh Nhân dân cho cuộc bầu cử quốc hội năm 1994, khi mẹ bà đang hồi phục sau phẫu thuật. Liên minh đã giành chiến thắng quyết định và Bandaranaike tuyên bố Kumaratunga sẽ trở thành Thủ tướng. Đến thời điểm này, Kumaratunga cũng đã thành công với tư cách là người lãnh đạo Đảng Tự do. Tuy tinh thần minh mẫn nhưng bị đau chân và biến chứng do tiểu đường, Bandaranaike buộc phải ngồi xe lăn. Sau khi được bầu lại vào quốc hội, bà được bổ nhiệm vào nội các của con gái mình làm Quốc vụ khanh (bộ trưởng không bộ) tại buổi lễ tuyên thệ được tổ chức vào ngày 19 tháng 8 năm 1994.

### Nhiệm kỳ thứ ba (1994 - 2000)
Trong cuộc bầu cử tổng thống diễn ra vào tháng 11, đối thủ chính trị chính của Kumaratunga, Gamini Dissanayake, đã bị ám sát hai tuần trước cuộc bầu cử. Bà quả phụ của ông, Srima Dissanayake, được chọn làm ứng cử viên tổng thống của Đảng Quốc gia. Vị trí đứng đầu của Kumaratunga được dự đoán là khoảng một triệu phiếu ngay cả trước khi bị ám sát, và kết quả bà đã giành chiến thắng trong cuộc bầu cử với cách biệt lớn. Trở thành nữ Tổng thống đầu tiên của Sri Lanka, Kumaratunga bổ nhiệm mẹ làm thủ tướng, theo điều khoản của hiến pháp năm 1978 có nghĩa là Bandaranaike chịu trách nhiệm về quốc phòng và đối ngoại. Mặc dù văn phòng thủ tướng đã trở thành một vị trí chủ yếu có tính nghi lễ, ảnh hưởng của Bandaranaike trong Đảng Tự do vẫn mạnh mẽ. Trong khi họ đồng ý về chính sách, Kumaratunga và Bandaranaike khác nhau về phong cách lãnh đạo. Đến năm 2000, Kumaratunga muốn có một thủ tướng trẻ hơn, và Bandaranaike, với lý do sức khỏe, đã từ chức vào tháng 8 năm 2000.

## Cái chết và di sản

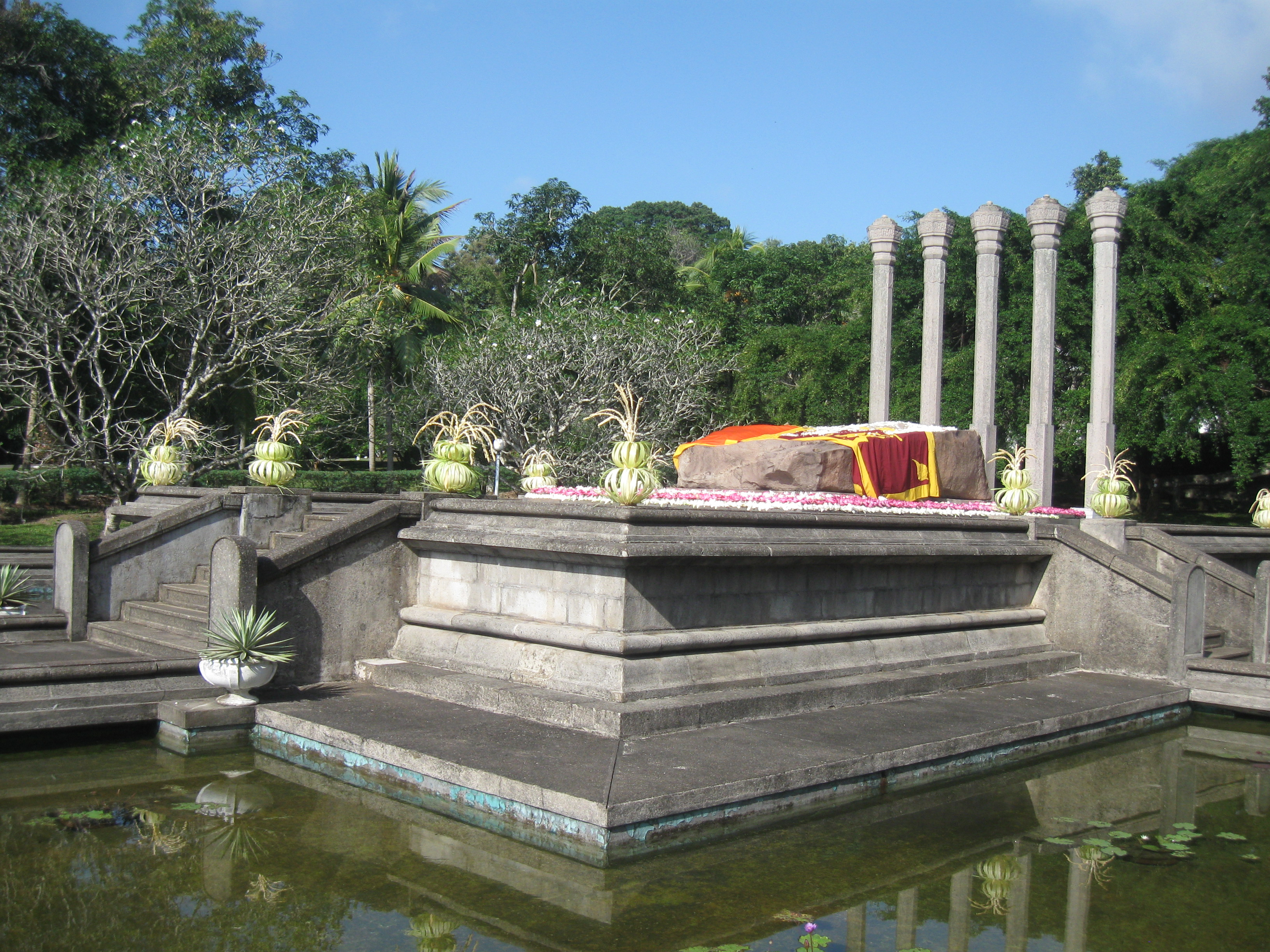
Bandaranaike Samadhi (nơi S.W.R.D. Bandaranaike và Sirimavo Bandaranaike đã được chôn cất) tại Horagolla, Sri Lanka

Bandaranaike qua đời vào ngày 10 tháng 10 năm 2000 tại Kadawatha vì một cơn đau tim, khi bà đang trên đường về nhà ở Colombo. Bà đã bỏ phiếu trong cuộc bầu cử quốc hội, được tổ chức vào ngày hôm đó. Sri Lanka tuyên bố quốc tang hai ngày. Các đài phát thanh nhà nước cũng từ bỏ chương trình thường nhật của họ để bật nhạc tang lễ. Thi hài của Bandaranaike được đặt trong tòa nhà quốc hội và đám tang của bà sau đó đã diễn ra tại Horagolla, nơi bà được chôn cất trong lăng mộ gia tộc Horagolla Bandaranaike Samadhi, ban đầu được xây dựng cho chồng bà.
Vào thời điểm trong lịch sử khi ý tưởng về một người phụ nữ lãnh đạo một quốc gia gần như không thể tưởng tượng được với công chúng, Bandaranaike đã giúp nâng cao nhận thức toàn cầu về năng lực của phụ nữ. Bên cạnh những đóng góp của chính bà cho Sri Lanka, các con của bà đã tham gia vào sự phát triển của đất nước. Cả ba người con đều giữ các vị trí nổi bật của quốc gia; ngoài vai trò của Anura và Chandrika trong chính phủ, Sunetra, con gái của Bandaranaike làm thư ký chính trị cho bà vào những năm 1970 và sau đó trở thành một nhà hoạt động từ thiện. Cặp vợ chống Bandaranaike đã giúp phá vỡ các rào cản xã hội ở Sri Lanka trong những năm qua, thông qua các chính sách xã hội chủ nghĩa mà họ ban hành.
Trong ba nhiệm kỳ tại vị của mình, Bandaranaike đã lãnh đạo đất nước thoát khỏi quá khứ thuộc địa và đi đến độc lập chính trị với tư cách là một nước cộng hòa. Thực hiện các chính sách xã hội chủ nghĩa trong Chiến tranh Lạnh, bà đã cố gắng quốc hữu hóa các lĩnh vực quan trọng của nền kinh tế và thực hiện cải cách ruộng đất để mang lại lợi ích cho người dân bản địa, mong muốn chấm dứt chủ nghĩa ưu tãi chính trị thiên vị cho giới tinh hoa được giáo dục theo phương Tây. Một mục tiêu chính trong các chính sách của bà là giảm sự chênh lệch về dân tộc và kinh tế xã hội ở nước này, mặc dù việc bà không giải quyết thỏa đáng các nhu cầu của người dân Tamil đã dẫn đến nhiều thập kỷ xung đột và bạo lực ở nước này. Là một trong những người sáng lập Phong trào Không liên kết, Bandaranaike đã đưa Sri Lanka trở nên nổi bật trong số các quốc gia tìm cách giữ trung lập với ảnh hưởng của các siêu cường. Bà đã làm việc để củng cố các liên minh giữa các quốc gia ở miền Nam toàn cầu, và tìm cách giải quyết các vấn đề ngoại giao, chống lại sự bành trướng hạt nhân.
Mặc dù có vinh dự là thủ tướng phụ nữ đầu tiên của thế giới Bandaranaike, các học giả nghiên cứu chính trị đã nhận xét rằng Bandaranaike có giá trị tượng trưng mạnh mẽ, nhưng cuối cùng ít có tác động đến đại diện chính trị của phụ nữ ở Sri Lanka. Mặc dù Bandaranaike bày tỏ niềm tự hào về vị trí lãnh đạo phụ nữ - tự coi mình là "Mẹ của nhân dân" - bà không đặt trọng tâm cá nhân hay chính trị vào các vấn đề của phụ nữ. Việc bổ nhiệm bộ trưởng phụ nữ đầu tiên, Siva Obeyesekere, vào Nội các Sri Lanka năm 1976, ít mang tính cách mạng do thực tế rằng Obeyesekere là họ hàng của Bandaranaike, theo xu hướng bổ nhiệm người than vào các vị trí cấp cao trong trong chính phủ của bà.
Cho tới năm 1994, mặc dù Bandaranaike và con gái giữ những vị trí cao nhất là tổng thống và thủ tướng, Sri Lanka tiếp tục là nước xếp vào nhóm có tỉ lệ phụ nữ tham gia vào chính trị thấp nhất châu Á. Năm 2010, kỉ niệm 50 năm Bandaranaike được bầu làm thủ tướng nữ đầu tiên thế giới, nghị sĩ  Rosy Senanayake than phiền rằng chỉ 4.5 thành viên quốc hội là phụ nữ, đòi hỏi phải lập một hạn ngạch đặc biệt ở Quốc hội cho pụ nữ. Một hạn ngạch như vậy, ở mức 25%, được thông qua năm 2016.

## Lịch sử bầu cử
| Cuộc bầu cử            | Đơn vị bầu cử | Đảng phái            | Số phiếu bầu | Kết quả        |
| ---------------------- | ------------- | -------------------- | ------------ | -------------- |
| Tổng tuyển cử 1965     | Attanagalla   | Đảng Tự do Sri Lanka | 26,150       | Bầu            |
| Tổng tuyển cử 1970     | Attanagalla   | Đảng Tự do Sri Lanka | 31,612       | Bầu            |
| Tổng tuyển cử 1977     | Attanagalla   | Đảng Tự do Sri Lanka | 30,226       | Bầu            |
| Bầu cử tổng thống 1988 |               | Đảng Tự do Sri Lanka | 2,289,860    | Không được bầu |
| Tổng tuyển cử 1989     | Gampaha       | Đảng Tự do Sri Lanka | 214,390      | Bầu            |

### Trích dẫn
1. 1 2 3 4 5 6 7  Richards 2014, tr. 194.
2. 1 2 3 4  Parliament of Sri Lanka 2015a.
3. 1 2  Schaffer 1995, tr. 419.
4. 1 2 3 4 5 6  Parliament of Sri Lanka 2018.
5. 1 2  Sri Lanka Year Book 1975 1976, tr. 18.
6. 1 2  Rajasingham 2002.
7. 1 2 3  The Times 1960a, tr. 10.
8. 1 2 3  Schaffer 1995, tr. 412.
9. ↑  International Business Publications USA 2008, tr. 14–15.
10. 1 2 3 4 5 6 7 8  Rettie 2000.
11. 1 2 3 4 5 6 7  Moritz 1961, tr. 23.
12. 1 2 3 4  Perera 2016.
13. 1 2 3 4 5 6 7  Jeyaraj 2016.
14. ↑  Lokubandara 2005.
15. 1 2  Fernando 2015b.
16. ↑  Meegama 2003, tr. 57–58.
17. ↑  Ratwatte 2014.
18. ↑  Low 2017, tr. 352.
19. 1 2 3 4 5 6 7 8 9  The Daily FT 2016.
20. ↑  Fernando 2017.
21. 1 2 3 4 5 6 7 8 9 10 11 12  The Daily Telegraph 2000.
22. 1 2  Richardson 2005, tr. 170.
23. 1 2 3  Saha 1999, tr. 123.
24. ↑  Richardson 2005, tr. 170–171.
25. ↑  The Daily FT 2016.
26. ↑  Ayivan 2007, tr. 154.
27. ↑  Seneviratne 1975, tr. 121.
28. 1 2 3  Jeyaraj 2014.
29. 1 2  Seneviratne 1975, tr. 95.
30. ↑  Skard 2015, tr. 15.
31. ↑  Seneviratne 1975, tr. 115.
32. ↑  Gunawardena 2005, tr. 9.
33. ↑  Candee 1957, tr. 26.
34. ↑  Rowan 1971, tr. 58–59.
35. 1 2  Rowan 1971, tr. 59.
36. 1 2  Candee 1957, tr. 27.
37. ↑  Jensen 2008, tr. 140.
38. ↑  Seneviratne 1975, tr. 166.
39. ↑  Richardson 2005, tr. 169.
40. 1 2 3 4 5 6 7  Moritz 1961, tr. 24.
41. ↑  The Times 1960b, tr. 8.
42. ↑  Richardson 2005, tr. 171–173.
43. ↑  Mahadevan 2002.
44. ↑  Kanapathipillai 2009, tr. 62–63.
45. ↑  Kanapathipillai 2009, tr. 74.
46. 1 2 3  BBC 2000b.
47. 1 2 3 4 5 6 7 8  Socialist India 1974, tr. 24.
48. 1 2 3 4 5  de Alwis 2008.
49. ↑  Ramirez-Faria 2007, tr. 688.
50. 1 2  The Sunday Times 2016.
51. 1 2  The Times 2000, tr. 23.
52. 1 2  Richardson 2005, tr. 172.
53. ↑  Time Magazine 1961.
54. ↑  Saha 1999, tr. 124.
55. 1 2  Richardson 2005, tr. 171.
56. 1 2 3 4 5  Saha 1999, tr. 125.
57. 1 2 3  Balachandran 2006.
58. 1 2 3  Fernando 2015a.
59. 1 2  The Hartford Courant 1962, tr. 39.
60. ↑  Thurai 2014.
61. ↑  The Sydney Morning Herald 1962, tr. 76.
62. 1 2  Jackson 1963, tr. 7.
63. 1 2  Bradsher 1962, tr. 5.
64. ↑  The News-Press 1963, tr. 2.
65. ↑  The Standard-Speaker 1962, tr. 23.
66. ↑  Peiris 1963, tr. 13.
67. ↑  Kodikara 1973, tr. 1126.
68. ↑  DeVotta 2017, tr. 11.
69. ↑  Bradsher 1963, tr. 4.
70. 1 2  Peiris 1964a, tr. 17.
71. 1 2  The Calgary Herald 1964, tr. 5.
72. 1 2  Kodikara 1973, tr. 1128.
73. 1 2  Peiris 1964b, tr. 21.
74. 1 2  Kanapathipillai 2009, tr. 91.
75. ↑  Fink 1965, tr. 7.
76. 1 2  The St. Louis Post-Dispatch 1965, tr. 20A.
77. 1 2  Skard 2015, tr. 14.
78. ↑  Rajakaruna 1966, tr. 5.
79. 1 2  Lelyveld 1967, tr. 6.
80. ↑  Kidron 1969, tr. 3.
81. ↑  Nossiter 1968, tr. 5.
82. ↑  Sims 1969, tr. 57.
83. ↑  The Evening Sun 1969, tr. 4.
84. 1 2  The Honolulu Star-Bulletin 1970, tr. 2.
85. 1 2  Phadnis 1971, tr. 271.
86. 1 2  Phadnis 1971, tr. 268.
87. ↑  Phadnis 1971, tr. 269.
88. ↑  Richardson 2005, tr. 321–322.
89. 1 2 3  The Anniston Star 1970, tr. 42.
90. ↑  Richardson 2005, tr. 322.
91. ↑  Phadnis 1971, tr. 270–271.
92. 1 2 3  Phadnis 1971, tr. 272.
93. ↑  Phadnis 1971, tr. 273.
94. ↑  Phadnis 1971, tr. 274.
95. ↑  Phadnis 1971, tr. 274–275.
96. ↑  Phadnis 1971, tr. 275.
97. 1 2  The Sydney Morning Herald 1971, tr. 16.
98. 1 2 3 4 5  Fathers 2000.
99. ↑  Phadnis 1971, tr. 275–276.
100. ↑  McIntyre 1967, tr. 227.
101. ↑  Monks 1972, tr. 6.
102. ↑  Rosenblum 1972, tr. 27.
103. ↑  Rajakaruna 1972, tr. 7.
104. ↑  Richardson 2005, tr. 322–323.
105. ↑  Richardson 2005, tr. 326.
106. ↑  Sims 1974, tr. 16.
107. ↑  Alexander 1991, tr. 180.
108. 1 2  Woolacott 1976, tr. 4.
109. 1 2  The Playground Daily News 1976, tr. 36.
110. ↑  Wilson 2000, tr. 121.
111. 1 2 3 4 5 6  Saha 1999, tr. 126.
112. ↑  The Baltimore Sun 1977, tr. 2.
113. ↑  The Guardian 1977, tr. 8.
114. 1 2  Ross & Savada 1990, tr. 53.
115. ↑  Omar 1996, tr. 158–159.
116. 1 2  Ross & Savada 1990, tr. 54.
117. 1 2  Richardson 2005, tr. 400.
118. ↑  The Hartford Courant 1980, tr. C23.
119. 1 2  The Guardian 1980, tr. 7.
120. 1 2 3 4 5 6  The Los Angeles Times 2000.
121. 1 2  Ashborn 1980, tr. 7.
122. 1 2  The Age 1986, tr. 6.
123. ↑  Richardson 2005, tr. 383.
124. 1 2  Ross & Savada 1990, tr. 54–55.
125. ↑  Kearney 1985, tr. 908.
126. ↑  Richardson 2005, tr. 404.
127. ↑  Richardson 2005, tr. 410–411.
128. ↑  Richardson 2005, tr. 518–519.
129. ↑  Samaranayaka 2008, tr. 326.
130. ↑  Richardson 2005, tr. 526.
131. ↑  Samaranayaka 2008, tr. 347–349.
132. ↑  Richardson 2005, tr. 532, 541.
133. ↑  Richardson 2005, tr. 547–548.
134. ↑  The Gazette 1989, tr. 2.
135. ↑  Spencer 1989, tr. 47.
136. ↑  Government of Sri Lanka 2001, tr. 2.
137. ↑  The Daily Spectrum 1990, tr. 15.
138. ↑  Murdoch 1990, tr. 9.
139. ↑  Bandula 2013.
140. ↑  Dahlburg 1994, tr. 29.
141. ↑  Schaffer 1995, tr. 410.
142. 1 2  The Daily Sitka Sentinel 1993, tr. 10.
143. ↑  Goldenberg 1993, tr. 12.
144. ↑  Schaffer 1995, tr. 411.
145. ↑  The Guardian 1993, tr. 11.
146. ↑  Rettie 1993, tr. 8.
147. ↑  Schaffer 1995, tr. 416–417.
148. ↑  Schaffer 1995, tr. 418.
149. ↑  Schaffer 1995, tr. 422–423.
150. ↑  Sebastian 1994.
151. ↑  Skard 2015, tr. 151.
152. ↑  BBC 2000a.
153. ↑  Ganguly 2000.
154. ↑  Kirinde 2000.
155. ↑  Dugger 2000.
156. ↑  Nakkawita 2010.
157. ↑  Dahlburg 1994, tr. 4.
158. ↑  Jeyaraj 2017.
159. ↑  Riswan 2014, tr. 42.
160. ↑  Richardson 2005, tr. 303–306.
161. ↑  Rambukwella & Ruwanpura 2016.
162. ↑  Skard 2015, tr. 13.
163. ↑  Skard 2015, tr. 14 & 15.
164. ↑  Skard 2015, tr. 16 & 17.
165. ↑  BBC News 2010.
166. ↑  Sala & Lahiri 2018.